# Lance Henriksen
Lance James Henriksen (n. 5 mai 1940, New York) este un actor american cel mai bine cunoscut pentru rolurile sale din serialul Millennium sau din franciza Alien.

## Filmografie
- Vânătoare de oameni (1993)
- Evadare din Absolom (1994)
- Mimic 3: Sentinel (2003)
- Cartea lui Daniel (2013)

### Film
| An   | Titlu                              | Rol                                                                | Note                                   |
| ---- | ---------------------------------- | ------------------------------------------------------------------ | -------------------------------------- |
| 1961 | The Outsider                       | U.S. Marine                                                        | nemenționat                            |
| 1972 | It Ain't Easy                      | Randy                                                              |                                        |
| 1973 | Emperor of the North               | Railroad Worker                                                    | nemenționat                            |
| 1974 | The Godfather Part II              | FBI Agent                                                          |                                        |
| 1975 | Dog Day Afternoon                  | Murphy                                                             |                                        |
| 1976 | Mansion of the Doomed              | Dr. Dan Bryan                                                      |                                        |
| 1976 | Network                            | Network lawyer at Khan's place                                     |                                        |
| 1976 | The Next Man                       | Federal Security                                                   |                                        |
| 1977 | Close Encounters of the Third Kind | Robert                                                             |                                        |
| 1978 | Damien: Omen II                    | Sergeant Neff                                                      |                                        |
| 1979 | The Visitor                        | Raymond Armstead                                                   |                                        |
| 1981 | The Dark End of the Street         | Jimmy                                                              |                                        |
| 1981 | Piranha II: The Spawning           | Police Chief Steve Kimbrough                                       |                                        |
| 1981 | Prince of the City                 | D.A. Burano                                                        |                                        |
| 1983 | Nightmares                         | MacLeod                                                            |                                        |
| 1983 | The Right Stuff                    | Wally Schirra                                                      |                                        |
| 1984 | The Terminator                     | Detective Hal Vukovich                                             |                                        |
| 1985 | Jagged Edge                        | Frank Martin                                                       |                                        |
| 1985 | Savage Dawn                        | Stryker                                                            |                                        |
| 1986 | Aliens                             | Bishop                                                             |                                        |
| 1986 | On Dangerous Ground                | Brook Alastair                                                     |                                        |
| 1987 | Near Dark                          | Jesse Hooker                                                       |                                        |
| 1988 | Pumpkinhead                        | Ed Harley                                                          |                                        |
| 1989 | The Horror Show                    | Detective Lucas McCarthy                                           |                                        |
| 1989 | Survival Quest                     | Hank                                                               |                                        |
| 1989 | Johnny Handsome                    | Rafe Garrett                                                       |                                        |
| 1989 | Lista (Hit List)                   | Chris Caleek                                                       |                                        |
| 1991 | Hruba și pendulul                  | Marele Inchizitor Torquemada                                       |                                        |
| 1991 | Stone Cold                         | Chains Cooper                                                      |                                        |
| 1992 | Jennifer 8                         | Sgt. Freddy Ross                                                   |                                        |
| 1992 | Alien 3                            | Bishop Bishop's unnamed creator (listed in credits as "Bishop II") |                                        |
| 1992 | Delta Heat                         | Jackson Rivers                                                     |                                        |
| 1993 | Excessive Force                    | Devlin                                                             |                                        |
| 1993 | Super Mario Bros.                  | The King                                                           | Cameo appearance                       |
| 1993 | Man's Best Friend                  | Dr. Jarret                                                         |                                        |
| 1993 | Hard Target                        | Emil Fouchon                                                       |                                        |
| 1993 | Knights                            | Job                                                                |                                        |
| 1994 | No Escape                          | The Father                                                         |                                        |
| 1994 | Color of Night                     | Buck                                                               |                                        |
| 1994 | Boulevard                          | McClaren                                                           |                                        |
| 1994 | Felony                             | Taft                                                               |                                        |
| 1995 | Aurora: Operation Intercept        | William Stenghel                                                   |                                        |
| 1995 | The Quick and the Dead             | Ace Hanlon                                                         |                                        |
| 1995 | Dead Man                           | Cole Wilson                                                        |                                        |
| 1995 | Powder                             | Sheriff Doug Barnum                                                |                                        |
| 1995 | Mind Ripper                        | Stockton                                                           | a.k.a. The Outpost                     |
| 1995 | The Nature of the Beast            | Jack Powell                                                        |                                        |
| 1995 | Spitfire                           | Agent Richard Charles                                              |                                        |
| 1997 | Dusting Cliff 7                    | Colonel Roger McBride                                              | Direct-to-video, a.k.a. Last Assassins |
| 1997 | Gunfighter's Moon                  | Frank Morgan                                                       | Direct-to-video                        |
| 1997 | No Contest II                      | Eric Dane / Erich Dengler                                          | Direct-to-video                        |
| 1999 | Tarzan                             | Kerchak                                                            | Voice                                  |
| 2000 | Scream 3                           | John Milton                                                        |                                        |
| 2002 | The Mangler 2                      | Headmaster Bradeen                                                 | Direct to video                        |
| 2002 | The Untold                         | Harlan Knowles                                                     | Direct-to-video, a.k.a. Sasquatch      |
| 2002 | Unspeakable                        | Pitchford                                                          | Direct-to-video                        |
| 2003 | Antibody                           | Dr. Richard Gaynes                                                 | Direct-to-video                        |
| 2003 | Mimic 3: Sentinel                  | Garbageman                                                         | Direct-to-video                        |
| 2004 | Modigliani                         | Foster Kane                                                        |                                        |
| 2004 | Madhouse                           | Dr. Franks                                                         | Direct-to-video                        |
| 2004 | Alien vs. Predator                 | Charles Bishop Weyland                                             |                                        |
| 2004 | Starkweather                       | The Mentor                                                         | Direct-to-video                        |
| 2004 | Paranoia 1.0                       | Howard                                                             | Direct-to-video, a.k.a. One Point O    |
| 2005 | Tarzan II                          | Kerchak                                                            | Voice, Direct-to-video                 |
| 2005 | Hellraiser: Hellworld              | The Host                                                           | Direct-to-video                        |
| 2006 | When a Stranger Calls              | The Stranger (voice)                                               |                                        |
| 2006 | The Garden                         | Ben Zachary                                                        | Direct-to-video                        |
| 2006 | Abominable                         | Ziegler Dane                                                       | Direct-to-video                        |
| 2006 | Sasquatch Mountain                 | Chase Jackson                                                      | Direct-to-video                        |
| 2006 | The Da Vinci Treasure              | Dr. John Coven                                                     | Direct-to-video                        |
| 2006 | Superman: Brainiac Attacks         | Brainiac                                                           | Voice                                  |
| 2006 | Pirates of Treasure Island         | Long John Silver                                                   | Direct-to-video                        |
| 2007 | Bone Dry                           | Jimmy                                                              | Direct-to-video                        |
| 2007 | The Chosen One                     | Cardinal Fred (voice)                                              | Direct-to-video                        |
| 2008 | Deadwater                          | Col. John Willets                                                  | Direct-to-video, a.k.a. Black Ops      |
| 2008 | Dying God                          | Chance                                                             | Direct-to-video                        |
| 2008 | Dark Reel                          | Connor Pritchett                                                   |                                        |
| 2008 | Appaloosa                          | Ring Shelton                                                       |                                        |
| 2008 | Necessary Evil                     | Dr. Fibrian                                                        | Direct-to-video                        |
| 2008 | Pistol Whipped                     | The Old Man                                                        | Direct-to-video                        |
| 2008 | Prairie Fever                      | Monte James                                                        | Direct-to-video                        |
| 2008 | Alone in the Dark II               | Abner Lundbert                                                     | Direct-to-video                        |
| 2009 | Screamers: The Hunting             | Orsow                                                              | Direct-to-video                        |
| 2009 | The Slammin' Salmon                | Dick Lobo                                                          |                                        |
| 2009 | The Seamstress                     | Sheriff Virgil Logan                                               | Direct-to-video                        |
| 2009 | Jennifer's Body                    | Passing Motorist                                                   | Cameo                                  |
| 2010 | Cyrus                              | Emmett                                                             |                                        |
| 2010 | The Lost Tribe                     | Gallo                                                              | Direct-to-video                        |
| 2010 | The Genesis Code                   | Dr. Hoffer                                                         | Direct-to-video                        |
| 2010 | Godkiller: Walk Among Us           | Mulciber                                                           | Voice                                  |
| 2010 | Scream of the Banshee              | Broderick Duncan                                                   | Direct-to-video                        |
| 2010 | The Penitent Man                   | Mr. Darnell                                                        | Direct-to-video                        |
| 2011 | Good Day for It                    | Lyle Tyrus                                                         | Direct-to-video                        |
| 2011 | Beautiful Wave                     | Jimmy Davenport / Baja Man                                         | Direct-to-video                        |
| 2011 | Monster Brawl                      | God                                                                | Voice                                  |
| 2012 | The Arcadian                       | Father Reed                                                        | Direct-to-video                        |
| 2012 | Astronaut: The Last Push           | Walter Moffitt                                                     | Direct-to-video                        |
| 2012 | My Dog the Champion                | Billy                                                              | Direct-to-video                        |
| 2012 | It's In the Blood                  | Russell                                                            | Direct-to-video                        |
| 2013 | Gingerclown                        | Braineater                                                         | Voice                                  |
| 2013 | The Book of Daniel                 | Cyrus                                                              | Direct-to-video                        |
| 2013 | Phantom                            | Markov                                                             |                                        |
| 2014 | The Sector                         | Shadow Man                                                         | Direct-to-video                        |
| 2014 | Hollows Grove                      | Bill                                                               | Direct-to-video                        |
| 2014 | Garm Wars: The Last Druid          | Wydd                                                               | Direct-to-video                        |
| 2015 | Harbinger Down                     | Graff                                                              | Direct-to-video                        |
| 2015 | Fragile Storm                      | Norman                                                             | Short film                             |
| 2015 | Kids vs Monsters                   | Heinrich                                                           | Direct-to-video                        |
| 2015 | Stung                              | Caruthers                                                          | Direct-to-video                        |
| 2015 | Spirit Riders                      | Rex                                                                | Direct-to-video                        |
| 2016 | Monday at 11:01 A.M.               | Bartender                                                          | Direct-to-video                        |
| 2016 | The Hamster                        | Narrator                                                           | Short film                             |
| 2016 | Cut to the Chase                   | The Man                                                            | Direct-to-video                        |
| 2016 | Daylight's End                     | Frank                                                              | Direct-to-video                        |
| 2016 | Deserted                           | Hopper                                                             | Direct-to-video                        |
| 2016 | The Sector                         | The Finisher                                                       | Direct-to-video                        |
| 2016 | After the Sun Fell                 | Dicky                                                              | Direct-to-video                        |
| 2016 | Gehenna: Where Death Lives         | Morgan                                                             | Direct-to-video                        |
| 2016 | The Unwilling                      | Father Harris                                                      | Direct-to-video                        |
| 2016 | Lake Eerie                         | Pop                                                                | Direct-to-video                        |
| 2017 | Needlestick                        | Alexander Crick                                                    | Direct-to-video                        |
| 2017 | Mom and Dad                        | Mel                                                                |                                        |
| 2018 | Gehenna: Where Death Lives         | Morgan                                                             | Direct-to-video                        |
| 2018 | Big Legend                         | Jackson Wells                                                      |                                        |
| 2018 | Gone Are the Days                  | Taylon                                                             |                                        |
| 2019 | Cliffs of Freedom                  | Old Demetri                                                        |                                        |

### Televiziune
| An        | Titlu                                  | Rol                           | Note                                              |
| --------- | -------------------------------------- | ----------------------------- | ------------------------------------------------- |
| 1980      | B.A.D. Cats                            | Timothy                       | Pilot episode                                     |
| 1980      | Ryan's Hope                            | Preston Post                  | 8 episodes                                        |
| 1983      | Cagney & Lacey                         | Johnny Nose                   | Episode: "Hopes and Dreams"                       |
| 1983      | Hardcastle and McCormick               | Deseau                        | Episode: "Man in a Glass House"                   |
| 1983      | Blood Feud                             | Mel Pierce                    | TV film                                           |
| 1984      | The A-Team                             | Mack Dalton                   | Episode: "In Plane Sight"                         |
| 1984      | Riptide                                | John McMasters                | Episode: "Raiders of the Lost Sub"                |
| 1984      | Legmen                                 | Finch                         | Episode: "A Woman's Work"                         |
| 1984      | Cagney & Lacey                         | Sgt. King                     | Episode: "Heat"                                   |
| 1984      | Hardcastle and McCormick               | Josh Fulton                   | Episode: "Never My Love"                          |
| 1989      | Beauty and the Beast                   | Snow                          | Episode: "Snow"                                   |
| 1990–1991 | Tales from the Crypt                   | Reno Crevice, Sergeant Ripper | 2 episodes                                        |
| 1996–1999 | Millennium                             | Frank Black                   | 67 episodes                                       |
| 1998      | The Day Lincoln Was Shot               | Abraham Lincoln               | TV film                                           |
| 1999      | The X-Files                            | Frank Black                   | Episode: "Millennium"                             |
| 1999      | Harsh Realm                            | General                       | Pilot episode                                     |
| 2001      | The Legend of Tarzan                   | Kerchak                       | Voice Episode: "Tarzan and Tublat's Revenge"      |
| 2001      | Lost Voyage                            | David Shaw                    | TV film                                           |
| 2004      | Static Shock                           | Kobra Leader                  | Voice Episode: "Future Shock"                     |
| 2004      | Evel Knievel                           | "Awful" Knoffel               | TV film                                           |
| 2005      | Super Robot Monkey Team Hyperforce Go! | Mobius Quint                  | Voice Episode: "Hunt for the Citadel of Bone"     |
| 2005      | Into the West                          | Daniel Wheeler                | Episode: "Hell on Wheels"                         |
| 2005      | IGPX: Immortal Grand Prix              | Andrei Rublev                 | Voice Episode: "Time to Shine"                    |
| 2005      | Supernova                              | Colonel Harlan Williams       | TV film                                           |
| 2006      | Pumpkinhead: Ashes to Ashes            | Ed Harley                     | TV film                                           |
| 2007      | Pumpkinhead: Blood Feud                | Ed Harley                     | TV film                                           |
| 2007      | In the Spider's Web                    | Dr. Lecorpus                  | TV film                                           |
| 2007      | Caminhos do Coração                    | Dr. Walker                    | 6 episodes                                        |
| 2008      | DEA                                    | Narrator                      | Voice                                             |
| 2008      | Ladies of the House                    | Frank                         | TV film                                           |
| 2008–2009 | Transformers: Animated                 | Lockdown                      | Voice; 3 episodes                                 |
| 2009      | NCIS                                   | Sheriff Clay Boyd             | Episode: "South by Southwest"                     |
| 2010      | The Avengers: Earth's Mightiest Heroes | Grim Reaper                   | Voice; 4 episodes                                 |
| 2010      | Castle                                 | Benny Stryker                 | Episode: "Close Encounters of the Murderous Kind" |
| 2011      | The Witches of Oz                      | Henry Gale                    | 2 episodes                                        |
| 2011      | Memphis Beat                           | Tom Harrison                  | Episode: "The Feud"                               |
| 2011      | The Dog Who Saved Halloween            | Prof. Eli Cole                | TV film                                           |
| 2012–2013 | Tron: Uprising                         | Tesler                        | Voice; 16 episodes                                |
| 2012      | The Legend of Korra                    | The Lieutenant                | Voice; 7 episodes                                 |
| 2013      | Hannibal                               | Lawrence Wells                | Episode: "Trou Normand"                           |
| 2014      | The Strain                             | Narrator                      | Voice Episode: "Night Zero"                       |
| 2015–2016 | The Blacklist                          | Bill McCready                 | 4 episodes                                        |
| 2015      | Teenage Mutant Ninja Turtles           | Zog                           | Voice Episode: "Dinosaur Seen in Sewers!"         |
| 2015–2017 | Into the Badlands                      | Penrith                       | 3 episodes                                        |
| 2016      | Grey's Anatomy                         | Griffin McColl                | Episode: "Odd Man Out"                            |
| 2016      | Criminal Minds                         | Chazz Montolo                 | Episode: "A Beautiful Disaster"                   |
| 2016      | The Night Shift                        | Clive                         | 2 episodes                                        |
| 2016      | Legends of Tomorrow                    | Todd Rice/Obsidian            | Episode: "Compromised"                            |
| 2017      | The Machine                            | Stanley (voice)               | TV film                                           |
| 2018      | Rapunzel's Tangled Adventure           | The Baron (voice)             | Episode: "Beyond the Corona Walls"                |

### Jocuri video
| An        | Titlu                                             | Rol                                              | Note                                     |
| --------- | ------------------------------------------------- | ------------------------------------------------ | ---------------------------------------- |
| 2002      | Run Like Hell                                     | Nick Conner                                      | Voice                                    |
| 2002      | Red Faction II                                    | Molov                                            | Voice                                    |
| 2002–2004 | Four Horsemen of the Apocalypse                   | Abaddon                                          | Voice                                    |
| 2005      | Gun                                               | Thomas MacGruder                                 | Voice                                    |
| 2007      | Mass Effect                                       | Admiral Steven Hackett                           | Voice                                    |
| 2008      | Transformers Animated: The Game                   | Lockdown                                         | Voice                                    |
| 2009      | The Chronicles of Riddick: Assault on Dark Athena | Max Dacher                                       | Voice                                    |
| 2009      | Call of Duty: Modern Warfare 2                    | General Shepherd                                 | Voice                                    |
| 2010      | Aliens vs. Predator                               | Karl Bishop Weyland                              | Voice and likeness                       |
| 2011      | Mass Effect 2: Arrival                            | Admiral Steven Hackett                           | Voice                                    |
| 2011      | Star Wars: The Old Republic                       | Jedi Master Gnost-Dural                          | Voice                                    |
| 2012      | Mass Effect 3                                     | Admiral Steven Hackett                           | Voice                                    |
| 2012      | Infex                                             | Hazelton                                         | Voice                                    |
| 2013      | Aliens: Colonial Marines                          | Various "Bishop" Androids Michael Bishop Weyland | Voice and younger likeness               |
| 2014      | Hearthstone                                       | Thrallmar Farseer The Black Knight               | Voice                                    |
| 2018      | Detroit: Become Human                             | Carl Manfred                                     | Voice, performance capture, and likeness |